# Новінкі (Великопольське воєводство)
Новінкі (пол. Nowinki, нім. Neurode) — село в Польщі, у гміні Мосіна Познанського повіту Великопольського воєводства.
Населення — 685 осіб (2011).
У 1975-1998 роках село належало до Познанського воєводства.

## Демографія
Демографічна структура станом на 31 березня 2011 року:
|          | Загалом | Допрацездатний вік | Працездатний вік | Постпрацездатний вік |
| -------- | ------- | ------------------ | ---------------- | -------------------- |
| Чоловіки | 343     | 89                 | 238              | 16                   |
| Жінки    | 342     | 75                 | 214              | 53                   |
| Разом    | 685     | 164                | 452              | 69                   |